# جيمس تومسون بيكسباي
جيمس تومسون بيكسباي (بالإنجليزية: James Thompson Bixby)‏ هو قسيس أمريكي، ولد في 30 يوليو 1843 في Barre, Massachusetts ‏ في الولايات المتحدة، وتوفي في 26 ديسمبر 1921.